# Софі Йоганнесдоттер
Софі Йоганнесдоттер (24 серпня 1839 — 22 лютого 1876) — шведсько-норвезька серійна вбивця, яка з 1869 до 1874 рік отруїла принаймні трьох людей у Фредріксхалді (сучасний Галден). Йоганнесдоттер засудили за ці вбивства та стратили. Вона — остання жінка, страчена в Норвегії, і передостання страта в цілому.

## Ранні роки
Народилася 24 серпня 1839 року в маленькому селі Ертемарк у Швеції. Походила з сім'ї бідних неосвічених селян, у якій було ще п'ятеро дітей, двоє з яких померли в дитинстві. Йоганнесдоттер, яка виросла в бідній сільській місцевості, була неписьменною, а батьки жорстоко поводились з нею. У 15 років її віддали до школи, щоб навчити читати та писати, що їй давалось важко.
У 1867 році вона емігрувала до Норвегії в пошуках роботи, оселившись у Фредріксхалді та якийсь час працювала на бавовняній фабриці. Наступного року знайшла роботу покоївки у 70-річного місцевого торговця Нільса Анкера Штанга.

## Злочини
Невдовзі після її прибуття інші слуги почали скаржитися на сварливе та вороже ставлення Йоганнесдоттер, що спричинило звільнення кількох. Без відома свого роботодавця вона часто крала, коли залишалася без нагляду.
16 жовтня 1869 року раптово померла одна з покоївок Штангів, Марен Йоганнесдаттер. Спочатку вважали, що вона померла через холеру, згодом встановили причину смерті — отруєння оксидом арсену(III). Йоганнесдоттер отримала його в подарунок від своєї сестри та таємно поклала померлій в чашку чаю. Причину вбивства так і не розкрили, але підозрюється, що Софі вбила її після їхньої сварки, і хотіла позбутися її, оскільки Марен щойно звільнилася через майбутній шлюб.
12 жовтня 1872 року дружина Штанга, 63-річна Катаріна Елізабет Фойн Віл, захворіла невідомою хворобою, від якої померла через чотири дні. Йоганнесдоттер отруїла її миш'яком через неодноразові спроби покійної звільнити Софі, але втрутився її чоловік. Деяких інші покоївки заявили, що Софі говорила їм наодинці, що хтось має вбити місис Штанг.
10 жовтня 1874 року Штанг виявив крадіжки Йоганнесдоттер у нього і наказав звільнити її. У відповідь вона отруїла господаря миш'яком, додавши у ячмінний суп. Він помер того ж вечора.
17 січня 1875 року Йоганнесдоттер намагалася отруїти миш'яком 16-річну Матильду Віл, родичку померлої місис Штанг, але дівчині вдалося вижити. За її зізнанням, Йоганнесдоттер доручили піклування за хворою на грип дівчинкою, але вона втомилася і хотіла її позбутися. Хоча дитина вижила, у Віл залишилися незворотні пошкодженнями від отруєння. Пізніше вона вийшла за шведсько-американського методистського священика та до своєї смерті у 1903 році написала кілька християнських пісень, найвідомішою з яких є «Si allting til Jesus».
10 лютого 1875 року Йоганнесдоттер зібрала свої речі та підпалила будинок Штангів. Хоча будівля згоріла дотла, ніхто не постраждав.

## Арешт і слідство
Від часу таємничої пожежі районом Фредріксхальд поширилися чутки, що відповідальність за неї несе Софі Йоганнесдоттер. Виходячи з цих чуток, 23 березня 1875 року тіла містера та місис Штангів ексгумували та доставили до лікарні Ебенезер для розтину, який показав велику кількість миш'яку. Хоча в цей час нічого не вказувало на причетність Софі, її зробили головною підозрюваною після виявлення листів до сестри у Швеції, в яких вона просила миш'як для лікування. Наступного дня Йоганнесдоттер знайшли та доставили до лікарні, а коли їй показали тіла, вона зізналася у вбивстві подружжя.
Через кілька днів після арешту вона також зізналася у вбивстві Марен Йоганнесдаттер й отруєнні Матильди Віл, а також у численних підпалах і крадіжках багатьох дрібних речей у свого роботодавця. Влада також розслідувала її причетність до смерті садівника та її власного батька, а також спробу отруєння літньої жінки, але Йоганнесдоттер категорично заперечувала, і її провина ніколи не була доведена у цих злочинах.

## Суд, ув'язнення і страта
19 липня 1875 року Софі Йоганнесдоттер визнали винною в потрійному вбивстві та засудили до смертної кари. У листопаді того ж року її вирок підтвердив Верховний суд і схвалив король Оскар II, рішучий противник смертної кари. Під час перебування у в'язниці Йоганнесдоттер часто відвідував священник, і вона стала віддано релігійною.
18 лютого 1876 року Софі Йоганнесдоттер обезголовив кат Теодор Ларсен у Боргерместерлоккені у Фредріксхалді. Безпосередньо перед стратою вона прочитала вголос шведський гімн «Källan», перед стратою тримала священика за руку і, як повідомляється, сказала, що «тепер [вона] піде додому до Ісуса!».

## Додаткова література
- Per Hohle (1 січня 1980). De endte på skafottet: Om mord og udåd, drapsmenn og dommer i gammel tid (норв.). Grøndahl. ISBN 8250404025.
- Frank Kiel Jacobsen (2008). Giftmordersken i Fredrikshald : historien om Sophie Johannesdatter (норв.). H. Anderson Books.